# Poklad Welfů

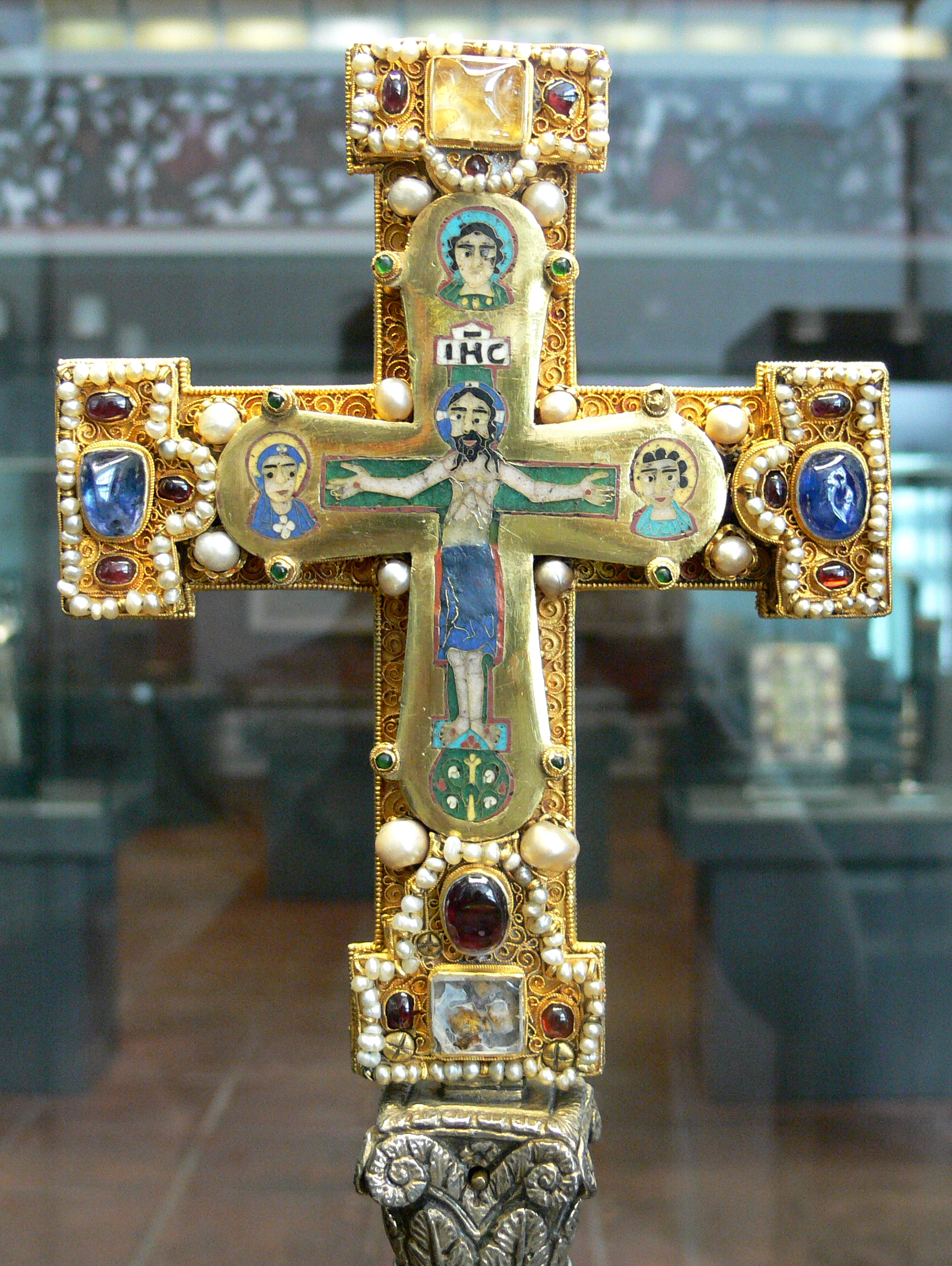
Zlatý oltářní kříž rodu Welfů, KGM Berlín

Poklad Welfů (německy Welfenschatz, anglicky Guelph Treasure) je soubor středověkých zlatnických památek, především křížů, relikviářů, přenosných oltářů a knižních desek z katedrály v Brunšviku, pojmenovaný podle svých zakladatelů, dolnosaské panovnické rodiny Welfů z Brunšviku a jejich dědiců z Brunšviku-Lüneburgu.

## Historie

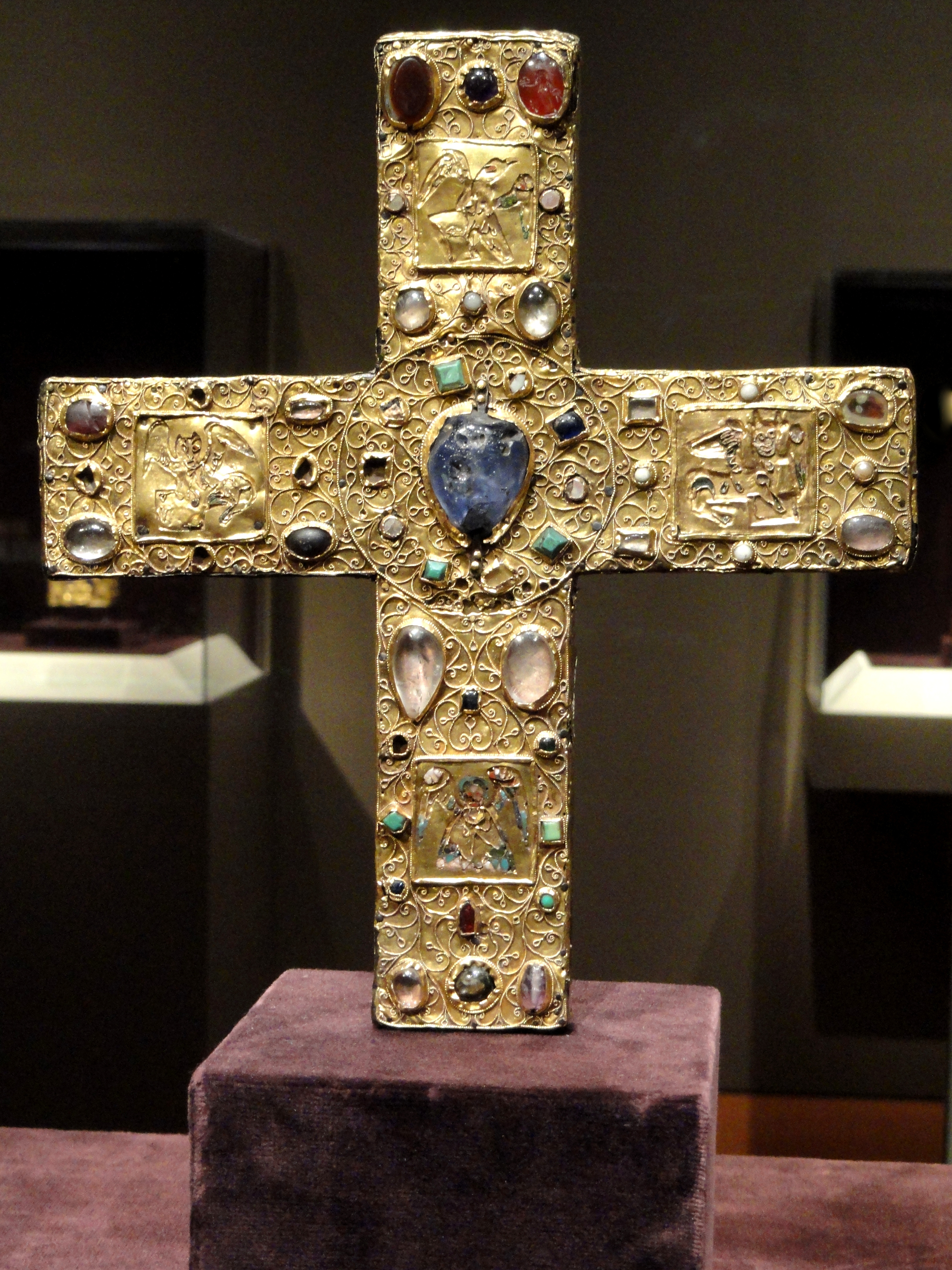
Zlatý kříž Liudolfa Fríského, po roce 1038, dolní Sasko; Cleveland Museum of Art

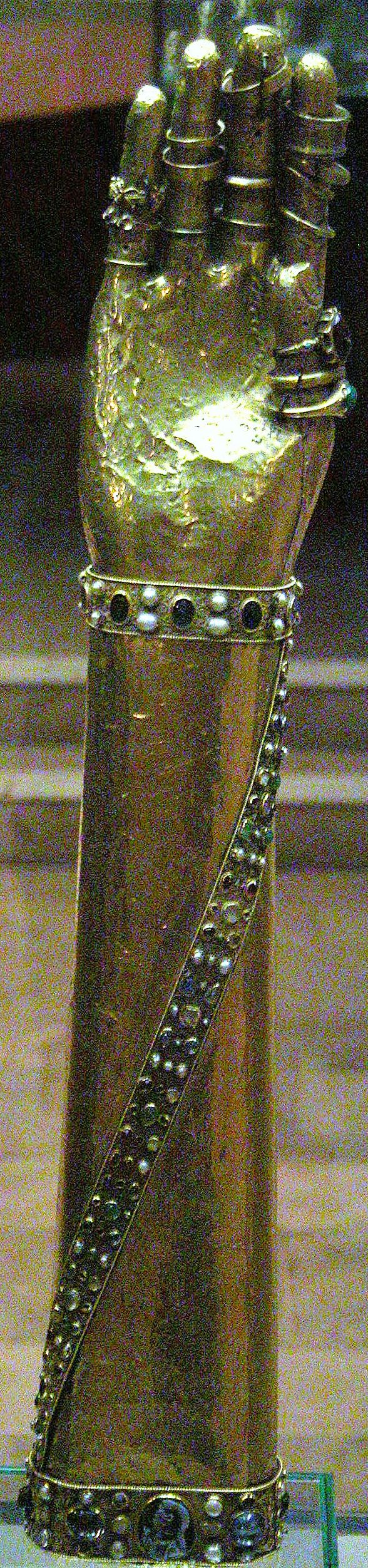
Relikviářová paže sv. Blažeje, KGM Berlín

Poklad byl shromažďován postupně, nejstarší a jeden z nejcennějších předmětů darovala již hraběnka Gertruda Brunšvická († 1077), manželka markraběte Liudolfa Fríského. Další shromažďovali členové rodiny Welfů při svém patronátním chrámu, římskokatolické katedrále a uchovávala je kapitula. První inventář byl sepsán roku 1438. Po zrušení kapituly a katolického kultu svatých ostatků převzal roku 1671 poklad jako symbol tezaurace a reprezentace rodového majetku Johann Frederik, vévoda z Brunšviku-Lüneburgu, a v roce 1803 byl převezen do dvorní kaple v Hannoveru, kde zůstal až do roku 1929.
V roce 1929 vrcholila německá finanční krize a inflace. Tehdy bývalý brunšvický vévoda Ernst August prodal poklad 82 klenotů za cenu 7,5 milionu říšských marek konsorciu frankfurtských židovských obchodníků s uměním, jimiž byli Saemy Rosenberg, Isaak Rosenbaum, Julius Falk Goldschmidt a Zacharias Max Hackenbroch. V letech 1930-1931 byla větší část pokladu vystavena ve Spojených státech. Clevelandské muzeum umění tehdy zakoupilo devět předmětů, Art Institute v Chicagu dva předměty a další byly prodány jiným muzeím či soukromým sběratelům.
V roce 1935 titíž obchodníci zbývajících 42 kusů prodali za 4,25 milionu říšských marek v Nizozemsku agentům nacistického maršála Hermanna Göringa, druhého nejmocnějšího muže nacistického Německa. Göring daroval poklad Adolfu Hitlerovi, který jej předal k vystavení Bodeho muzeu v Berlíně jako reprezentační symbol své říše. Tam poklad zůstal až do zahájení spojeneckých náletů, kdy musel být ukryt. Tato hlavní část pokladu po druhé světové válce připadla německému státu, později byla restaurována a od roku 1992 je vystavena v Uměleckoprůmyslovém muzeu v Berlíně.
Po druhé světové válce dědici obchodníků s uměním neúspěšně usilovali o restituci pokladu. V Německu rozhodla vládní Limbašská komise, že obchod byl uzavřen řádně a neexistují žádné důvody pro restituci. V USA roku 2021 Nejvyšší soud rozhodl, že jde o spor Německa a že americké soudy nemají pravomoc zasahovat do restitučních nároků.

## Poklad
Čtyři desítky předmětů patří k nejvýznamnějším památkám zlatnictví, klenotnictví a rytectví z období byzantského, románského a gotického. Některé gemy pocházejí již z období římské antiky nebo z Orientu. Vzácné jsou také některé textilie, do nichž byly zabaleny relikvie uvnitř relikviářů.
- Zlatý kříž Welfů, románský kříž dolnosaské provenience, má přední desku z byzantského kříže se smaltovanou postavou ukřižovaného Krista, vzácné kameje (KGM /Kunstgewerbe museum Berlín)
- Zlatý Kříž Liudolfa Fríského, po roce 1038, dolní Sasko; (Cleveland Museum of Art)
- Přenosný oltářík hraběnky Gertrudy, porfyrová deska, zlaté obklady, po roce 1038, dolní Sasko; (Cleveland Museum of Art)
- Zlatá deska sv. Demetria - byzantská ikona (KGM Berlín)
- Relikviářová paže sv. Blažeje z daru hraběnky Gertrudy (Herzog Anton Museum, Brunšvik)
- Relikviářová paže sv. Jiří (KGM Berlín)
- Relikviářová paže sv. Vavřince (KGM Berlín)
- Relikviářová paže neurčeného světce (Cleveland Museum of Art)
- Kupolový relikviář s figurkami 12 apoštolů a proroků (KGM Berlín)
- Plenář knížete Otty Mindenského (KGM Berlín)
- Relikviářová busta sv. Blažeje (KGM Berlín)
- Relikviářová truhlička s lebkou sv. Valburgy (KGM)
- Plenář s reliéfem Svatby v Káni galilejské na slonovinové destičce (Cleveland Museum of Art)
- Monstrance (Göteborg, Muzeum umění)